# رافاييل بالما (كاتب)
رافاييل بالما (بالإيطالية: Raffaele Palma)‏ هو كاتب إيطالي، ولد في 30 يوليو 1953 في تورينو في إيطاليا.